# Chang Ming-Huang
Chang Minghuang (张铭煌S, cinese tradizionale: 張銘煌, pinyin: Zhāng Mínghuáng; Taichung, 7 agosto 1982) è un pesista e discobolo taiwanese.

## Palmarès
| Anno | Manifestazione         | Sede      | Evento           | Risultato | Prestazione | Note |
| ---- | ---------------------- | --------- | ---------------- | --------- | ----------- | ---- |
| 1999 | Mondiali allievi       | Bydgoszcz | Getto del peso   | 19º       | 17,30 m     |      |
| 1999 | Mondiali allievi       | Bydgoszcz | Lancio del disco | Oro       | 64,14 m     |      |
| 2000 | Mondiali juniores      | Santiago  | Lancio del disco | 23º       | 48,07 m     |      |
| 2002 | Campionati asiatici    | Colombo   | Lancio del disco | 6º        | 52,94 m     |      |
| 2005 | Campionati asiatici    | Incheon   | Lancio del disco | 10º       | 52,75 m     |      |
| 2006 | Giochi asiatici        | Doha      | Getto del peso   | Bronzo    | 19,45 m     |      |
| 2007 | Giochi asiatici indoor | Macao     | Getto del peso   | 4º        | 17,93 m     |      |
| 2007 | Universiadi            | Bangkok   | Getto del peso   | Bronzo    | 19,36 m     |      |
| 2007 | Campionati asiatici    | Amman     | Getto del peso   | Argento   | 19,66 m     |      |
| 2007 | Mondiali               | Osaka     | Getto del peso   | 30º (q)   | 18,53 m     |      |
| 2008 | Mondiali indoor        | Valencia  | Getto del peso   | 21º       | 17,73 m     |      |
| 2008 | Olimpiadi              | Pechino   | Getto del peso   | 40º       | 17,43 m     |      |
| 2009 | Giochi asiatici indoor | Hanoi     | Getto del peso   | Argento   | 19,55 m     |      |
| 2009 | Campionati asiatici    | Canton    | Getto del peso   | Argento   | 19,34 m     |      |
| 2009 | Universiadi            | Belgrado  | Getto del peso   | 8º        | 18,42 m     |      |
| 2010 | Giochi asiatici        | Canton    | Getto del peso   | Bronzo    | 19,48 m     |      |
| 2011 | Campionati asiatici    | Kōbe      | Getto del peso   | Oro       | 20,14 m     |      |
| 2011 | Mondiali               | Taegu     | Getto del peso   | 18º (q)   | 19,60 m     |      |
| 2012 | Mondiali indoor        | Istanbul  | Getto del peso   | 21º       | 18,75 m     |      |
| 2012 | Olimpiadi              | Londra    | Getto del peso   | 12º       | 19,99 m     |      |
| 2013 | Campionati asiatici    | Pune      | Getto del peso   | Argento   | 19,61 m     |      |
| 2014 | Giochi asiatici        | Incheon   | Getto del peso   | Argento   | 19,97 m     |      |
| 2015 | Campionati asiatici    | Wuhan     | Getto del peso   | Argento   | 19,56 m     |      |
| 2018 | Giochi asiatici        | Giacarta  | Getto del peso   | 5º        | 18,98 m     |      |